# Borut Cesar
‎Borut Cesar, slovenski častnik,  

## Vojaška kariera
- povišan v majorja (14. maj 2004)
- poveljnik 3. kontingenta SV v Afganistanu (februar 2005 - avgust 2005)
- poveljnik 132. gorskega bataljona (december 2005 - maj 2009)[2]

## Odlikovanja in priznanja
- bronasta medalja Slovenske vojske (11. maj 2000)